# Cynoglosse à feuilles de giroflée
Pardoglossum cheirifolium
Espèce
Classification phylogénétique
La cynoglosse à feuilles de giroflée (Pardoglossum cheirifolium) est une plante méditerranéenne spectaculaire par son abondant feuillage argenté et par ses petites fleurs pourpre foncé, comparables de loin à des gouttes de sang. Longtemps classée dans le genre Cynoglossum, elle appartient depuis 1973 au genre Pardoglossum, dont elle est la seule représentante en Europe. Comme la cynoglosse officinale ou la bourrache officinale, elle fait partie de la famille des Boraginacées, plantes herbacées généralement très velues, à inflorescence en cymes unipares scorpioïdes.
Synonyme
Cynoglossum cheirifolium L.

## Description
C'est une plante bisannuelle plutôt basse (40 cm maximum) poussant dans les prairies sèches, les terrains vagues ou les garrigues (sol calcaire). L'ensemble de la plante est recouvert de poils blancs, notamment les feuilles aux poils feutrés sur les deux faces, qui ressemblent par leur forme à celles de la giroflée, d'où le nom donné à la plante. Petit calice (5 mm environ) à poils rudes et à 5 lobes. Corolle pourpre foncé puis bleuissante soudée en tube à 5 lobes. 5 étamines. Ovaire supère donnant 4 nucules recouvertes de crochets leur permettant de s'accrocher au poil des animaux.

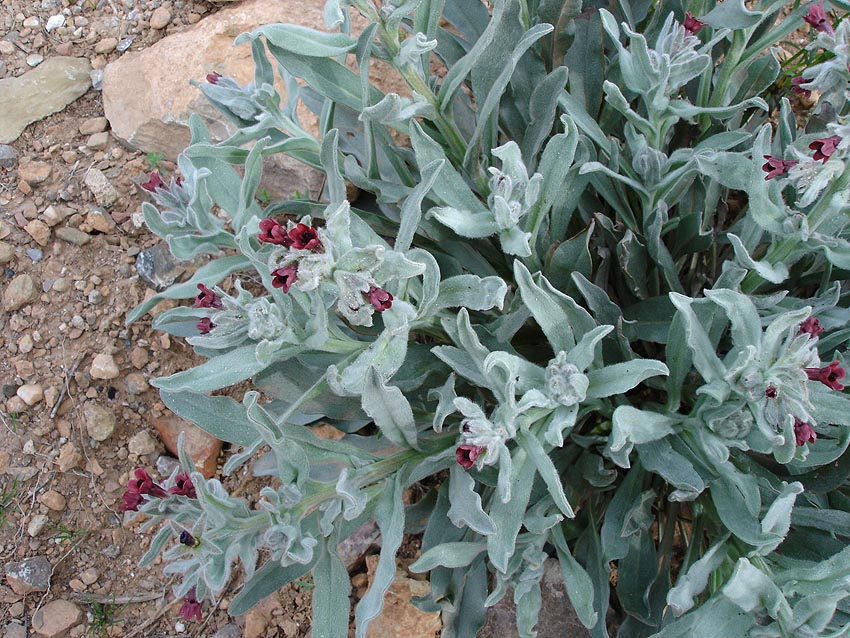
Vue générale de la plante

- Floraison : avril à juin.
- Pollinisation entomogame.
- Dissémination épizoochore.